# Замковая церковь (Кёнигсберг)
Замковая церковь Кёнигсберга — церковь, находившаяся во внутренней части Кёнигсбергского замка.

## История
Церковь построена при князе маркграфе Георге Фридрихе, архитектор Бласиус Берварт. Заложена в 1584 году, строительство продолжалось до 1597 года. Главный фасад выполнен в стиле ренессанса.
В 1701 году в Замковой церкви прошла коронация первого прусского короля Фридриха I, хотя столицей Прусского королевства стал Берлин. В замковой кирхе была проведена и Коронация кайзера Вильгельма в 1861.
Церковь сильно пострадала при штурме Кенигсберга в 1945 году, руины были разобраны в 1968 году.

## Колокольня
Начала строиться в 1260 году как бергфрид — нежилая оборонительная башня-цитадель; с 1387 года башня служила колокольней. На 1686 год колокольня имела высоту 82 метра. Карильон играл мелодию Вульпиуса, «Христос есть моя жизнь» (немецкий: de:Ach bleib mit deiner Gnade) и мелодию Изака (немецкий: de:Nun ruhen alle Wälder).
Колокольня сгорела после английской бомбардировки 30 августа 1944 года, затем была сильно повреждена артиллерийским огнем при штурме города в апреле 1945 и окончательно взорвана в 1955 году, до того как были уничтожены руины остального замка.

## Галерея
- Интерьер замковой церкви
- Замковая церковь, между 1890 и 1900 годами.
- Замковая церковь с двумя круглыми башнями, 1597 Кёнигсберг, в стиле Ренессанс
- Памятник кайзера Вильгельма перед церковью 1871, Фридрих Ройш
- Коронация Фридриха в кирхе Кёнигсбергского замка
- Флюгер колокольни
- Колокольня
- Замковая церковь, 1597 Кёнигсберг, Стукко - фигура Христа - в стиле Ренессанс, Ханс Виндраух
- Замковая церковь в 1945 году после бомбежек